# 大阪府立藤井寺支援学校
大阪府立藤井寺支援学校（おおさかふりつふじいでらしえんがっこう）は、大阪府藤井寺市川北二丁目にある特別支援学校。小学部・中学部・高等部を設置し、肢体不自由のある児童・生徒を主な対象とした支援教育を行なっている。

## 沿革
1980年に大阪府立藤井寺養護学校として開校した。開校当初は八尾市柏村町・旧八尾市立清友高等学校跡（現金光八尾中学校・高等学校敷地）を仮校舎として使用していた。1年後の1981年に現在地に校舎が完成して移転している。
学校教育法改正による特別支援教育の導入により、大阪府立の障害児教育諸学校（養護学校・盲学校・聾学校）は2008年4月1日付で一斉に「支援学校」の名称に変更されることになった。これに伴い同日付で、従来の大阪府立藤井寺養護学校から大阪府立藤井寺支援学校へと改称した。

## 通学区域
- 八尾市（近鉄大阪線・信貴線・西信貴ケーブル以南）
- 松原市
- 柏原市
- 富田林市
- 羽曳野市
- 藤井寺市
- 大阪狭山市
- 河内長野市
- 太子町
- 河南町
- 千早赤阪村